# Bruno Gaccio
Bruno Gaccio, né le 14 décembre 1958 à Saint-Étienne, est un auteur, romancier, scénariste, et producteur de télévision français, connu notamment pour sa participation à l'écriture de l'émission Les Guignols de l'info de Canal+ de 1992 à 2007.

## Biographie

### Origine et jeunesse
Fils unique d'un maçon italien et d'une papetière, il est engagé comme apprenti typographe dans une imprimerie en 1973. Il y découvre la CGT et les auteurs anarchistes. Par insouciance et facilité, il devient vendeur de haschich de 16 à 17 ans, mais quand le trafic passe à l'héroïne, il s'enfuit dans la Drôme où il devient chevrier-fromager.
Arrivé à Paris, il devient auteur et interprète au café-théâtre pendant quatre ans. Il se fait remarquer dans Le Petit Théâtre de Bouvard où il rencontre Michèle Bernier, puis apparaît au cinéma en 1983 comme acteur dans Vive les femmes !, et en 1992 comme scénariste d'Une journée chez ma mère.

### Canal +
En mars 1992, il entre à Canal+, et devient coauteur des Guignols de l'info, puis un peu plus tard le chef de file. Avec Jean-François Halin et Benoît Delépine, il forme le trio emblématique de la grande époque de l'émission. À la rentrée 1992, Alain de Greef lance La semaine des Guignols, best-off en version dominicale. 
En 1993, ils reçoivent deux 7 d'or, récompensant la meilleure émission de variétés et la meilleure émission de divertissement, puis en 1995, le Grand Prix de l'humour de la SACEM.
Plusieurs de leurs sketches sont diffusés, commentés par des sociologues, dans l'émission-culte, "Demain les jeunes", consacrée le 28 mars 1994 par Michel Field aux manifestants contre le "Smic jeunes", qui ont repris les expressions des Guignols. Evoquée 25 ans plus tard dans un best-seller adapté à la télé du romancier Guillaume Musso, l'émission décide le Premier ministre Edouard Balladur à renoncer dès le lendemain au "Smic jeunes". 
À partir de 1995, il succède à Antoine de Caunes dans Nulle part ailleurs, présenté par Philippe Gildas, où il fait un monologue au début de chaque émission, comme son prédécesseur.
En juillet 2002, le groupe Vivendi Universal (propriétaire de Canal+) est au bord de la banqueroute. Porte-parole des salariés de Canal+ lors de la « révolte » d’avril 2002 qui fait suite à l’éviction de Pierre Lescure, il tient des propos très durs envers Jean-Marie Messier : 
« Il achète une télé, il ne sait pas en faire, il achète une équipe de foot, il ne sait pas faire trois jongles, il achète le cinéma français, il ne sait ni écrire ni réaliser ni jouer la comédie. On le croyait bon en finance et on se rend compte aujourd'hui qu'il est nul dans ce domaine aussi... Il est temps qu'il parte. »
Il devient alors la bête noire des dirigeants qui se succèdent dans ce Canal+ en pleine crise. Sa vie privée est alors espionnée et la chaîne est mise en examen pour complicité d'atteinte à la vie privée en 2010. Cependant, Gaccio tient bon et continue dans un Canal+ apaisé où il co-dirige l’écriture des fictions françaises produites par la chaîne. On lui doit aussi la mise en place des mini-fictions sur Canal+ aux côtés du producteur Gilles Galud (La Parisienne d'Images).

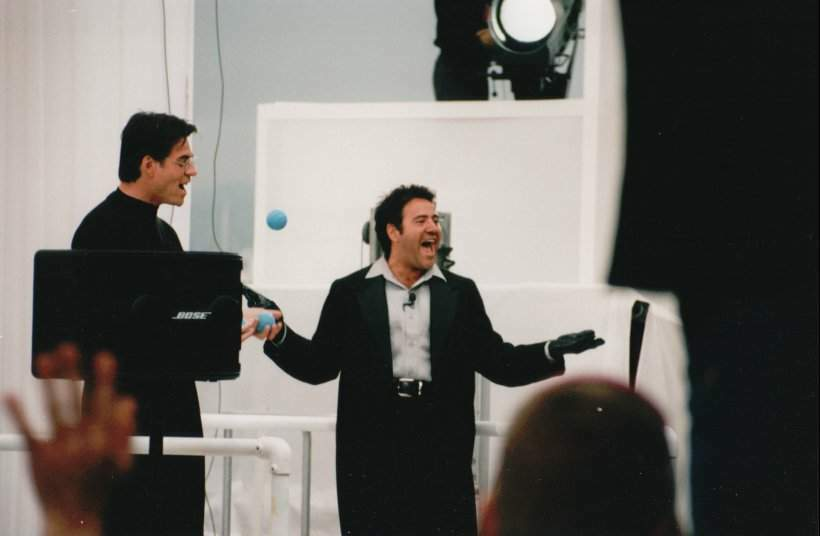
Bruno Gaccio (à gauche) et José Garcia sur le plateau de Nulle part ailleurs installé sur la plage privée de l'hôtel Martinez lors du festival de Cannes 1997.

À la mi-janvier 2007, Bruno Gaccio annonce qu'il quittera les marionnettes de Canal+ en juin, après la présidentielle, au terme de quinze années d’écriture. Il garde ses responsabilités au département fiction de la chaîne et devient directeur de La Fabrique Canal+. En décembre 2017, Bruno Gaccio quitte Canal+.

### Blast
Il participe en 2023 sur la chaine Blast à l'écriture d'une émission de satire politique inspirée des Guignols : Les Marioles 

### Écriture
Il est également l'auteur de plusieurs spectacles interprétés sur scène par Charlotte de Turckheim et Patrick Timsit (notamment du sketch qui a valu à ce dernier des démêlés avec la justice et des associations soutenant les trisomiques). En 2005, il coécrit un livre avec le magistrat Philippe Bilger et Gilles Verlant : Le Guignol et le Magistrat, sur le thème d'un dialogue sur la liberté d'expression où il expose sa révolte contre l'omnipotence de l'argent. En 2006, il écrit les commentaires de la BD sur Jacques Chirac : La success story du président et devient directeur adjoint de la fiction française chez Canal+.  En 2010, il publie, aux éditions Mordicus, dirigées par Robert Ménard, un livre d'entretien avec l'humoriste Dieudonné, Peut-on tout dire ?, en référence au livre de Raoul Vaneigem, Rien n'est sacré, tout peut se dire, préfacé lui-même par Robert Ménard, critiquant la loi Gayssot et défendant la liberté d'expression.
Il est en tout aujourd'hui  l'auteur de douze livres.

### Music-hall
En 2011, il signe l'adaptation française d'Avenue Q, comédie musicale importée de Broadway qui se jouera à partir du 7 février 2012 à Bobino.  Avec Grégory Antoine, il est auteur du livret de la comédie musicale Hit Parade dont la première a lieu à Paris en janvier 2017.

### Politique
En mars 2012, il est cofondateur du Collectif Roosevelt qui réunit l'économiste Pierre Larrouturou ainsi que des personnalités telles que Stéphane Hessel, Edgar Morin ou encore Lilian Thuram,, mouvement civique visant à l'insurrection des consciences et à peser sur les décisions des dirigeants français en proposant 15 réformes d'ordre financier, économique, social et environnemental pour éviter de s'enfoncer davantage dans la crise. En novembre 2013, il lance le parti Nouvelle Donne, au côté de Pierre Larrouturou,.
En 2014, il est membre du jury du Festival international du film grolandais de Toulouse. Cette même année, il devient parrain de l'émission radiophonique Si tu écoutes, j'annule tout (qui deviendra ensuite Par Jupiter !).
En octobre 2017, il apparaît lors de la soirée de lancement du Média, dont il est « socio ». Il intervient ensuite lors du premier journal de lancement.
En décembre 2021, il rejoint le Parlement de l'Union populaire, organisation qui soutient la candidature de Jean-Luc Mélenchon pour l'élection présidentielle française de 2022.

### Engagement
Bruno Gaccio est membre du comité d'honneur de l'Association pour le droit de mourir dans la dignité.

### Vie privée
Il a été en couple quinze ans avec la comédienne humoriste Michèle Bernier. Le couple a eu deux enfants, Charlotte (1987) et Enzo (1996).
Il a ensuite vécu deux ans avec Agnès Michaux, l'ex-présentatrice de C'est pas le 20 heures sur Canal+, avec qui il a eu un enfant, Amedeo (31 juillet 2000).

### Prises de position
Il co-signe le 19 mai 2019, parmi 1400 personnalités du monde de la culture, la tribune « Nous ne sommes pas dupes ! », publiée dans le journal Libération, pour soutenir le mouvement des Gilets jaunes et déclarant que « Les gilets jaunes, c’est nous ».
Lors de la pandémie de Covid-19, il s'oppose à la gestion de la pandémie par le gouvernement français, notamment au passe sanitaire. Il crée le site plaintecovid.fr pour faciliter les démarches de plainte contre le gouvernement. Il relaie également une pétition contre le passe sanitaire.

### Polémique et justice
En 2001, il est attaqué par Jacques Blanc pour diffamation. Il est relaxé.
En 2005, Pierre Martinet publie Un agent sort de l'ombre où cet ancien agent de la Direction générale de la Sécurité extérieure (DGSE) affirme avoir filé et photographié Bruno Gaccio à la demande de Gilles Kaehlin, à l'époque responsable de la sécurité de Canal+, et de son adjoint, Gilbert Borelli. Bruno Gaccio porte plainte contre X pour atteinte à la vie privée d'autrui. Les protagonistes sont  condamnés à des peines de prison avec sursis et la chaîne est relaxée. Outre la filature, un dossier est rédigé pour décrire une opération d'assassinat, et d'autres pièges comme la dissimulation de drogue dans son scooter sont envisagés pour le discréditer.
En 2006, il est prévenu devant le tribunal correctionnel de Paris de violences avec arme par destination (en l'espèce, un antivol). Il aurait porté un coup au visage d'un journaliste qui accompagnait un photographe qui avait, peu avant, pris un cliché de Bruno Gaccio en compagnie d'une jeune femme. Le 24 janvier 2007, Bruno Gaccio est condamné par le tribunal correctionnel de Paris à 2 000 euros d'amende pour ces faits. Il est également condamné à verser 1 000 euros de dommages et intérêts à la victime et 800 euros d'amende pour avoir refusé de se soumettre à un prélèvement d'ADN en garde à vue.

## Émissions
- Le Petit Théâtre de Bouvard.
- 1992-2007 : Les Guignols de l'info sur Canal+.
- 1996 : Nulle part ailleurs sur Canal+.
- 1998 : Un an de plus sur Canal+.
- 2006 : La Nouvelle Trilogie sur Canal+, trois saisons.
- 2010 : La Nouvelle Trilogie 6e saison sur Canal+, 3 séries différentes de 3 x 26 min[21].
- 2011 : séquence Les Condors dans l'émission de radio Comme on nous parle de Pascale Clark sur France Inter.

## Filmographie en tant qu'acteur
- 1984 : Vive les femmes ! : un gendarme
- 1999 : H (série télévisée sur Canal+), épisode Une histoire de professeurs : Patrick
- 2006 : Turbulences (série télévisée) : Mike Pantone
- 2010 : Du hard ou du cochon ! (série télévisée) : Monsieur De La Sainte Raideur
- 2014 : Enfin te voilà ! (série télévisée) : l'octogénaire
- 2014 : Cinématon #2842 de Gérard Courant : lui-même
- 2018 : L'Énigme Chaland, documentaire d'Avril Tembouret : lui-même

## Publications
- 2004 : Le Guignol et le Magistrat - avec Philippe Bilger et Gilles Verlant - Flammarion (dialogue sur la liberté d'expression et l'argent).
- 2006 : La Success story du président - avec Cabu, etc. -  Édition Hoebeke (bande dessinée humoristique sur le président Jacques Chirac).
- 2010 : Peut-on tout dire ? - avec Dieudonné - Éditions Mordicus (sur la liberté d'expression de nouveau).
- 2011 : La révolution ? On s'rappelle - Éditions Descartes & Cie.  (ISBN 978-2-84446-181-0).
- 2011 : Blanc c'est pas nul - avec Marie Naudet Éditions Descartes & Cie.  (ISBN 978-2-84446-197-1).
- 2013 : Petit manuel de survie à l'intention d'un socialiste dans un dîner avec des gens de gauche. Éditions Les liens qui libèrent
- 2015 : Mais non, Madame Martin, c'est pas compliqué l'économie ![22]. Éditions Les liens qui libèrent.  (ISBN 979-102090378-5)
- 2017 : Les cent derniers jours du Parti socialiste (LLL)
- 2020 : Résistons ensemble, pour que renaissent les jours heureux, PDF (lire en ligne) - Ouvrage collectif - Massot Éditions.  (ISBN 9782380352726). p.125-129
- 2023 : De mémoire de guignol, la censure n'est jamais politique - Massot Edition; essai.

### Polars
- 2022 : C'est quoi ce bordel (Bertrand Morillo T1) - Massot Edition, Polar.
- 2023 : Tour de vice (Bertrand Morillo T2) Massot Edition, Polar.
- 2024: Le Virus c'est l'Homme (Bertrand Morillo T3) Massot Edition, Polar